# Kanton Lons-le-Saunier-1
 Lons-le-Saunier-1 is een kanton van het Franse departement Jura. Het kanton maakt deel uit van het arrondissement Lons-le-Saunier.    

In 2020 telde het 14.394 inwoners.

Het kanton werd gevormd ingevolge het decreet van 17 februari 2014 met uitwerking op 22 maart 2015 met Lons-le-Saunier als hoofdplaats. 

## Gemeenten
Het kanton omvat volgende gemeenten:
- Chille
- Condamine
- Courlans
- Courlaoux
- L'Étoile
- Lons-le-Saunier (hoofdplaats) (noordelijk deel)
- Montmorot
- Saint-Didier
- Villeneuve-sous-Pymont